# Янгодаяха
Янгодаяха (устар. Янгода-Яха) — река в Таймырском Долгано-Ненецком районе Красноярского края, левый приток Енисея, длиной 37 километров. Истоки реки находятся на южных склонах возвышенности Оленьи Рога, течёт, в общем направлении на юго-восток. У Янгодаяхи один значительный приток — впадающая справа, в 10 км от устья, река Правая Янгона, длиной 18 км. В низовье Янгодаяха соединена протоками с озёрами Егорчулу (справа) и Сабулуче слева. Впадает в Енисей на расстоянии 80 км от устья.
По данным государственного водного реестра России относится к Енисейскому бассейновому округу.